# Донелли, Таня
Таня Донелли (англ. Tanya Donelly, род. 14 июля 1966, Ньюпорт, Род-Айленд) — американская певица, гитаристка, автор песен, известная по участию в рок-группах Throwing Muses (которую возглавляла её сводная сестра Кристин Херш) и Belly, где она играла ведущую роль и (с дебютным альбомом, в 1993 году) дважды номинировалась на Grammy. В конце 1990-х годов Донелли посвятила себя сольной карьере, привлекая к сотрудничеству, в основном, бостонских музыкантов и записываясь на Warner Bros. Records и 4AD.

## Биография
Таня Донелли родилась 14 июля 1966 года в Ньюпорте, Род-Айленд в семье Ричарда и Кристин Донелли (англ. Richard, Christine Donelly), участников движения хиппи, и первые четыре года своей жизни практически непрерывно курсировала с родителями между Род-Айлендом и Калифорнией.

## Стиль и влияния
В числе музыкантов, оказавших непосредственное влияние на её творчество, Таня Донелли называла The Beatles, Кристин Херш и гитариста Марка Рибо. В числе своих любимых музыкантов она упоминала также Люсинду Уильямс, Джоан Уоссер, группы Dambuilders, Pixies и Count Zero. В её репертуаре есть песни Робина Хичкока, Нины Симон и The Beatles.

## Дискография

### Сольные работы
- Josie and the Pussycats (7", дуэт с Джулианой Хэтфилд, 1995)
- Sliding & Diving (EP, 1996)
- Lovesongs for Underdogs (1997)
- The Bright Light, disc 1 (EP)
- The Bright Light, disc 2 (EP)
- Pretty Deep, disc 1 (EP, 1997)
- Pretty Deep, disc 2 (EP, 1997)
- Sleepwalk (EP, 2001)
- Beautysleep (2002)
- Whiskey Tango Ghosts (2004)
- This Hungry Life (2006)
- Heart of Gold (7" 2007)